# 紫黄
紫黄（学名：Margaritaria indica），又名蓝子木，为紫黄属下的一种喬木，高可達28米。分布于中国及南亚、澳大利亚。其花雌雄異株，结蒴果，有三枚蓝紫色种子，因此得名“蓝子木”。
种名indica意为印度的。